# Jumellea cowanii
Jumellea cowanii är en orkidéart som först beskrevs av Henry Nicholas Ridley, och fick sitt nu gällande namn av Leslie Andrew Garay. Jumellea cowanii ingår i släktet Jumellea och familjen orkidéer. Inga underarter finns listade i Catalogue of Life.